# Falköpings distrikt
Falköpings distrikt är ett distrikt i Falköpings kommun och Västra Götalands län. 
Distriktet ligger i och omkring Falköping. 

## Tidigare administrativ tillhörighet
Distriktet inrättades 2016 och utgörs av en del av området som Falköpings stad omfattade till 1971, delen som staden omfattade fram till 1952.
Området motsvarar den omfattning Falköpings församling hade 1999/2000 och fick 1983 när Falköpings landsförsamling införlivades.